# Antonio Palmieri
Antonio Palmieri (Milano, 14 febbraio 1961) è un politico italiano.
È stato deputato alla Camera dal 30 maggio 2001 al 12 ottobre 2022 per cinque legislature (XIV, XV, XVI, XVII, XVIII).

## Biografia
Si laurea in filosofia presso l'Università Statale di Milano (1986) fa una specializzazione triennale in comunicazione presso la Scuola di Specializzazione in Comunicazioni Sociali dell'Università Cattolica del Sacro Cuore di Milano (1989).
Lavora in Poste italiane dal 1986 al 1988. Nel 1988 fonda con alcuni compagni della scuola di specializzazione "Promedia", società di comunicazione e ricerche, che guida fino al 1991.
Lavora come programmista/regista in Radio Rai, sede di Milano, nel 1988 e 1989.
In autunno 1989 approda a Reti Televisive Italiane, appartenente al gruppo Fininvest, dove rimarrà fino a ottobre 1994, diventando assistente del capostruttura "Programmi speciali" e produttore esecutivo.
Con la discesa in campo nella politica di Silvio Berlusconi, nell'ottobre 1993 inizia a lavorare alla comunicazione elettorale della nascente Forza Italia.
Ha lavorato nello staff di Silvio Berlusconi in tutte le campagne elettorali nazionali, regionali ed europee e ha curato la prima campagna per l'elezione di Gabriele Albertini a sindaco di Milano, maturando una cospicua esperienza sul campo nel marketing politico.
Dal 1995 è responsabile nazionale Internet del partito di Silvio Berlusconi.
È deputato di Forza Italia e responsabile nazionale della comunicazione elettorale e Internet all'interno del partito.
Nel 1995 ha contribuito a fondare la Consulta Cattolica della Lombardia.
È stato deputato della XIV Legislatura dal 13 maggio 2001, eletto nel collegio di Cantù, alla Camera ha fatto parte della Commissione cultura e della Commissione di vigilanza RAI.
Nella XV Legislatura è stato eletto nella circoscrizione Lombardia 2, fa parte della Commissione Cultura.
Nella XVI Legislatura è stato rieletto nella circoscrizione Lombardia 2, per Il Popolo della Libertà. Nella XVII legislatura è eletto nuovamente, sempre nella circoscrizione Lombardia 2.
Sarà rieletto nella successiva legislatura e il 16 novembre 2013, con la sospensione delle attività de Il Popolo della Libertà, aderisce a Forza Italia
Il 24 gennaio 2014 il presidente Berlusconi lo nomina Responsabile internet e nuove tecnologie della nuova Forza Italia.
Il 24 marzo diventa membro del Comitato di Presidenza di Forza Italia.
Attualmente capogruppo di Forza Italia presso la Commissione Cultura della Camera dei Deputati, è coordinatore dell'Intergruppo Parlamentare Sussidiarietà e cofondatore dell'Intergruppo Parlamentare Innovazione.
In Parlamento segue da sempre i temi dell'innovazione, delle nuove tecnologie e dello sviluppo della società digitale.
Nell'ottobre 2016 ha pubblicato con l'editore Franco Angeli il libro "Internet e comunicazione politica. Strategie, tattiche, esperienze e prospettive".
Alle elezioni politiche del 2018 viene ricandidato alla Camera, tra le liste di Forza Italia nel collegio plurinominale Lombardia 2 - 02, venendo rieletto per la quinta volta consecutiva alla Camera.
Alle elezioni politiche anticipate del 2022 viene candidato al Senato della Repubblica, tra le liste di Forza Italia nel collegio plurinominale Lombardia - 03 in terza posizione.
Ha scritto finora tre libri: Come Berlusconi ha cambiato la comunicazione elettorale (2010); Internet e comunicazione politica. Strategie, tattiche, esperienze e prospettive. (2016); Social è responsabilità! Le questioni aperte dallo scontro piattaforme digitali contro Trump (2021).

## Vita privata
Di fede cattolica, nonché tifoso dell'Inter, è sposato dal 1997 con Elisabetta e hanno due figli.